# Јаблоњовце
Јаблоњовце (слч. Jabloňovce) насељено је мјесто са административним статусом сеоске општине (слч. obec) у округу Љевице, у Њитранском крају, Словачка Република.

## Становништво
| Година:    | 1994. | 2004.    | 2014.   | 2024.   |
| ---------- | ----- | -------- | ------- | ------- |
| Број људи: | 247   | 208      | 202     | 199     |
| Разлика:   |       | -15,78 % | -2,88 % | -1,48 % |

| Година:    | 2023. | 2024.   |
| ---------- | ----- | ------- |
| Број људи: | 205   | 199     |
| Разлика:   |       | -2,92 % |

Према подацима о броју становника из 2011. године насеље је имало 199 становника.